# صفر قلعة (ديباج)
صفر قلعة (بالفارسية: صفرقلعه) هي قرية تقع في إيران في قسم دیباج الريفي. يقدر عدد سكانها بـ 64 نسمة بحسب إحصاء 2016.